# Wheatland (Wyoming)
Wheatland és un poble del Comtat de Platte (Wyoming) als Estats Units d'Amèrica.

## Demografia
Segons el cens dels Estats Units del 2000 Wheatland tenia 3.548 habitants, 1.539 habitatges, i 980 famílies. La densitat de població era de 323,1 habitants/km².
Dels 1.539 habitatges en un 27% hi vivien nens de menys de 18 anys, en un 52,7% hi vivien parelles casades, en un 7,9% dones solteres, i en un 36,3% no eren unitats familiars. En el 32,2% dels habitatges hi vivien persones soles el 16,8% de les quals corresponia a persones de 65 anys o més que vivien soles. El nombre mitjà de persones vivint en cada habitatge era de 2,24 i el nombre mitjà de persones que vivien en cada família era de 2,83.
Per edats la població es repartia de la següent manera: un 22,8% tenia menys de 18 anys, un 7,2% entre 18 i 24, un 22,7% entre 25 i 44, un 26,5% de 45 a 60 i un 20,8% 65 anys o més.
L'edat mediana era de 43 anys. Per cada 100 dones de 18 o més anys hi havia 88,8 homes.
La renda mediana per habitatge era de 35.208 $ i la renda mediana per família de 42.623 $. Els homes tenien una renda mediana de 34.940 $ mentre que les dones 20.185 $. La renda per capita de la població era de 19.069 $. Entorn del 6,9% de les famílies i el 8,9% de la població estaven per davall del llindar de pobresa.

## Poblacions properes
El següent diagrama mostra les poblacions més properes.